# Rodoguna
Rodoguna ou Vardagune (em grego: Rhodogoúnē, talvez derivado do antigo iraniano Vṛda-gaunā-, “rosado”) foi uma princesa da dinastia aquemênida, filha mais nova do rei persa Xerxes I (r. 486–465 a.C.) e da rainha Améstris. Ela é mencionada apenas por Ctésias (24, 34), em cuja história, ao contrário de sua irmã Amitis, ela não desempenha um papel predominante.
Em 2000 foi descoberto uma múmia, que se dizia ser de uma antiga princesa persa. Ela estava envolta em um caixão de pedra esculpida, dentro de um sarcófago de madeira e usava uma coroa e máscara de ouro requintadas. Seu corpo envolto em tecido estava vestido com artefatos dourados, com uma inscrição em seu peitoral que dizia: "Eu sou a filha do grande rei Xerxes, eu sou Rodoguna." Posteriormente foi descoberto que tanto a inscrição quanto o caixão eram falsificações rudimentares e modernas.